# Enteroctopus dofleini
El pulpo gigante, pulpo gigante de California o pulpo del Pacífico Norte (Enteroctopus dofleini) es una especie de molusco cefalópodo de la familia Octopodidae; es el pulpo más grande que se conoce, con 9 m de longitud.

## Descripción
Como otros miembros del orden de los octópodos, usa pigmentos especiales en su piel para cambiar de color y camuflarse en rocas, plantas e incluso corales.
Crece más y vive más tiempo que cualquier otra especie de pulpo (4 años). El que ostenta el récord hasta ahora es un ejemplar de 9 metros y 272 kilogramos. Sin embargo lo habitual es que los adultos alcanzan un peso en torno a los 50 kg y una longitud de tentáculos de hasta 4,3 m.
Esta especie de pulpo es el invertebrado de mayor inteligencia que se conoce. Se ha comprobado en diversos ensayos de laboratorio que puede aprender observando, por ejemplo, destapando frascos imitando a otros pulpos y salir de laberintos creados por el hombre.

## Distribución
En el océano Pacífico vive en las aguas templadas del sur de California hasta las frías aguas de Alaska, y de ahí puede ser encontrado hasta Japón. No se encuentra en ninguna lista de preservación de las especies porque se sabe muy poco de su población total, pero sí le afectan la contaminación del agua y los cambios de temperatura.

## Comportamiento

### Alimentación
Atrapa su comida por las noches, sobre todo camarones, almejas, cangrejos, langostas y peces, aunque también puede alimentarse de tiburones y aves marinas.

### Reproducción
En verano los ejemplares que han alcanzado la madurez sexual migran a aguas profundas para aparearse. El macho produce paquetes de esperma (espermatóforos) de hasta 1 m de longitud que traspasa a la hembra. En otoño e invierno vuelven a aguas de poca profundidad, donde la hembra incuba hasta 100.000 huevos puestos en hileras pegadas al techo de hendiduras.